# محمد بن علي أبغالي
محمد بن علي أبغالي دبلوماسي مغربي، كان سفير المغرب لدى بريطانيا، من 14 أغسطس 1725 إلى فبراير 1727.
انتخب زميلاً للجمعية الملكية عام 1727. كان قد تراسل مع مارتن فولكس ‏.

## روابط خارجية
- «جذور عربية».. قصة التبادل العلمي والحضاري بين إنجلترا والعالم الإسلامي